# Cheikhou Kouyaté
Cheikhou Kouyaté (ur. 21 grudnia 1989 w Dakarze) – senegalski piłkarz występujący na pozycji pomocnika w angielskim klubie Nottingham Forest. 

## Kariera klubowa
Kouyaté treningi rozpoczął w 1996 roku w zespole ASC Yego Dakar. W 2006 roku przeszedł do juniorów belgijskiego klubu FC Brussels. W 2007 roku został włączony do jego pierwszej drużyny, grającej w Eerste klasse. W lidze tej zadebiutował 19 stycznia 2008 roku w przegranym 2:7 pojedynku z KVC Westerlo. Do końca sezonu 2007/2008 w barwach Brussels zagrał 10 razy.
W połowie 2008 roku Kouyaté podpisał kontrakt z Anderlechtem, także grającym w Eerste klasse. Na sezon 2008/2009 został wypożyczony jednak do innego pierwszoligowca, KV Kortrijk. W połowie 2009 roku wrócił do Anderlechtu. Pierwszy ligowy mecz zaliczył tam 20 września 2009 roku przeciwko KAA Gent (1:1). 21 marca 2010 roku w wygranym 4:0 spotkaniu z KSC Lokeren strzelił pierwszego gola w Eerste klasse. W 2010 roku zdobył z zespołem mistrzostwo Belgii oraz Superpuchar Belgii. W 2012 roku ponownie wywalczył z nim te trofea. W lecie 2014 roku podpisał kontrakt z angielską drużyną West Ham United. 2 sierpnia 2018 roku Kouyaté został sprzedany do Crystal Palace F.C. za 9,5 miliona funtów. Z klubem z południowego Londynu podpisał czteroletni kontrakt.

## Kariera reprezentacyjna
W reprezentacji Senegalu Kouyaté zadebiutował w 2012 roku. W tym samym roku został powołany do kadry na Letnie Igrzyska Olimpijskie, które piłkarze Senegalu zakończyli na ćwierćfinale.